# Franc français
Pour les articles homonymes, voir Franc, F, FF et FRF.
Le franc français, appelé simplement franc lorsqu'il n'y a pas ambiguïté (en abrégé F, f, FF, Fr, fr, fr. ou le symbole informatique ₣ ; code ISO 4217 FRF pour celui de 1960-2002), est une ancienne unité monétaire de la France, utilisée également en Andorre et à Monaco.
Bien qu’une pièce portant le nom de « franc », dite « franc à cheval », ait existé dès le 5 décembre 1360, le franc français n'est l’unité monétaire unique de la France qu’entre le 7 avril 1795 et le 31 décembre 1998 (et l’unité monétaire commune en Andorre et à Monaco). Il succède en effet à la livre tournois, unité de compte de l’Ancien Régime, le franc n’étant alors qu’une monnaie de règlement.
Le 1er janvier 2002, le franc français est remplacé en tant qu'unité de compte par l’euro, la monnaie de l'Union économique et monétaire européenne, dont il est devenu une division nationale le 1er janvier 1999 (au taux de 6,559 57 FRF = 1 euro).

## Ancien Régime

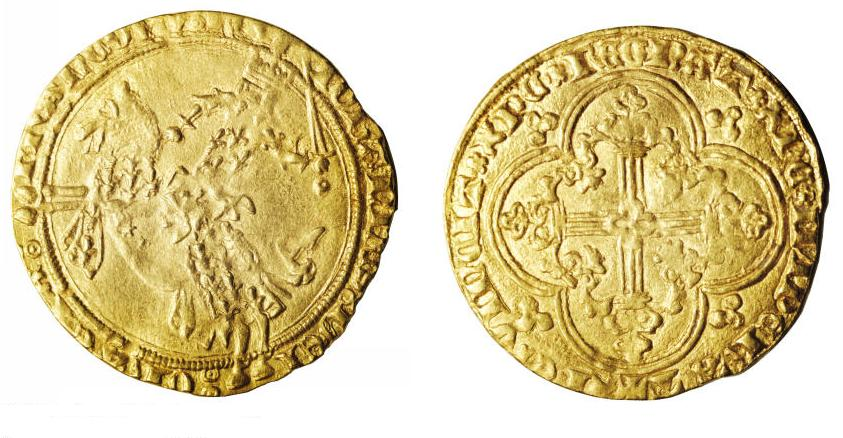
Le franc à cheval de Jean le Bon.

Les premiers francs furent frappés à Compiègne le 5 décembre 1360, pour aider à payer la rançon du roi Jean II, capturé par les Anglais le 19 septembre 1356 à la bataille de Poitiers : les Anglais exigèrent contre sa libération la somme de 4 millions d'écus. Pour ce faire, le régent Charles fit fabriquer une nouvelle pièce, un écu d'or, dénommée plus tard le franc à cheval, pesant 3,87 g d'or fin équivalant à 1 livre tournois ou 20 sols. Cette monnaie fut taillée à raison de 63 pièces dans un marc d’or fin de 244,75 g.
Le roi y est représenté sur un destrier, armé d'un écu à fleur de lys et brandissant l'épée, avec, inscrit dans la légende, le terme « Francorum Rex » (c'est-à-dire : Roi des Francs). Dans l'une des trois ordonnances édictées le 5 décembre 1360, Jean II écrit : « Nous avons été délivré à plein de prison et sommes franc et délivré à toujours (…). Nous avons ordonné et ordonnons que le Denier d'Or fin que nous faisons faire à présent et entendons à faire continuer sera appelé Franc d'Or ». Le mot « franc » signifiant également « libre » (ou « affranchi »), il est donc probable que le nom de cette nouvelle monnaie vienne de cette double signification. Un acompte de 400 000 livres (soit 1 161 kilogrammes d'or) fut versé et le roi put être libéré.
En 1365, le franc d'or est frappé à l'image du nouveau roi Charles V. Sur une pièce au poids identique, le monarque est représenté à pied sous un dais. Cette pièce est appelée par la suite le franc à pied. En 1437, Charles VII réduit le poids du franc à 3,06 g d'or fin, et reprend l'image du roi à cheval. Le franc d'or, en poids et au change, est alors l'équivalent, à un demi-gramme près, du florin, monnaie la plus importante en Europe.
Le 31 mai 1575, le roi Henri III, en remplacement du teston, fait frapper un franc d'argent de 14,18 g titrant 606 ‰ d'argent fin et valant 20 sols et 4 deniers, soit d'une valeur légèrement supérieure à la livre tournois. En même temps, on frappe des subdivisions du franc : le demi-franc et le quart de franc. Cependant, il est décidé que l'unité monétaire de compte du Royaume n'est ni la livre ni le franc, mais un écu d'or valant 3 livres tournois. Puis, en 1586, Henri III édicte une ordonnance interdisant la frappe des francs d'argent. Seules les subdivisions peuvent continuer à être frappées. Cette décision est prise car les pièces sont souvent faussées pour récupérer un peu d'argent et tendent à être confondues avec d'autres types de pièces.
Le roi Louis XIII fait émettre des demi-francs et quart de francs respectivement de 7,094 g et 3,547 g d'argent à 833 ‰. Puis, Louis XIII décide de réformer le système monétaire en 1640 et le 23 décembre 1641, la Monnaie frappe une nouvelle pièce d'or à laquelle le roi donne son prénom : le louis d'or. Le louis d'argent qui en découle est appelé écu blanc. Le franc devient alors une monnaie désuète. Cependant, le terme « franc » reste vivace dans les esprits ; ainsi, Molière, Boileau, dans leurs œuvres, emploient le mot « franc » pour « livre », ou encore Madame de Sévigné dans les lettres à sa fille.

## La Révolution

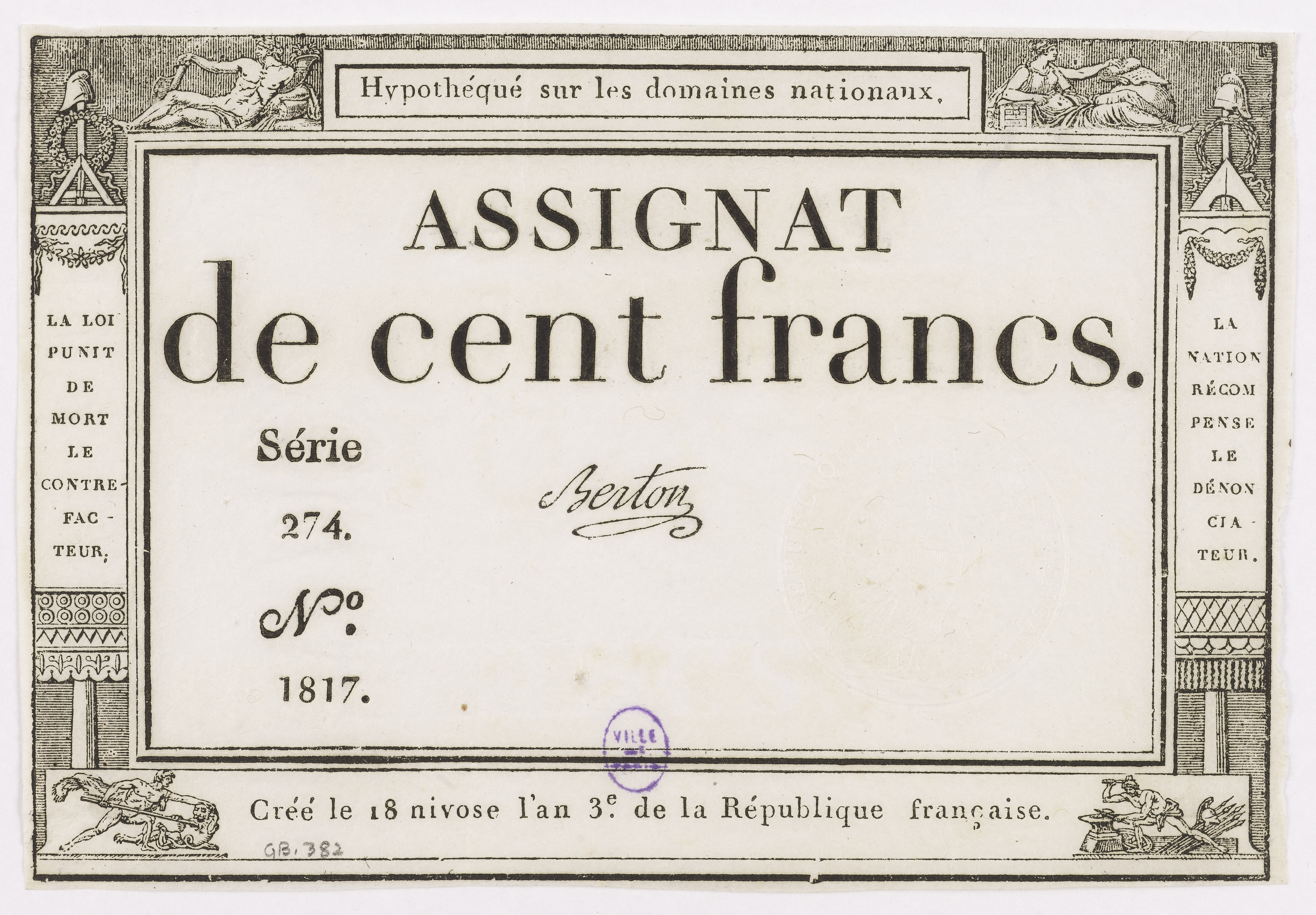
Assignat de 100 francs (an, 1795).

La loi du 18 nivôse an III (7 janvier 1795) permet l'émission des premiers assignats libellés en francs.
Suit la loi du 18 germinal an III (7 avril 1795), qui fixe la nomenclature définitive des nouvelles mesures républicaines (le mètre, l'are, le stère, le litre, le gramme), débaptise la vieille livre tournois (rappelant trop la royauté) et décide que l'unité monétaire officielle de la France est le franc. Sa contenance est de 5 grammes d'argent. La loi confirme le système décimal qui avait été imposé par la loi du 1er août 1793 adoptant le système métrique : un franc est subdivisé en 10 décimes ou 100 centimes, mais les pièces prévues ne seront jamais frappées. Il faut attendre 1796 pour voir apparaître les premières pièces en franc.
Avec la loi du 28 thermidor an III (15 août 1795), le franc devient l'unité monétaire française. Elle va préciser les caractéristiques des nouvelles pièces d'argent. Elles auront pour type la figure d'Hercule unissant les figures allégoriques de l’Égalité et de la Liberté avec la devise « Union et Force ». Le poids de la pièce de un franc est fixé à 5 grammes d'argent au titre de 900 ‰, soit 4,5 grammes de métal pur, ce qui permet de retrouver un poids pratiquement égal à celui donné à la livre depuis la réformation de 1726 (4,505 16 grammes).
La loi du 25 germinal an IV (14 avril 1796) donne les équivalences livre tournois/franc : la livre pèse 4,505 16 grammes d'argent, et le franc 4,50 grammes d'argent fin. La livre est donc très légèrement supérieure au franc, mais la loi dispose que la pièce de 5 francs soit donnée et reçue pour 5 livres 1 sou et 3 deniers. Le franc vaut donc officiellement 1 livre 0 sol et 3 deniers (inversement, 1 livre = 0,987 7 franc).
Ce qui peut sembler une escroquerie n'en est pas : une étude sur une importante quantité de livres tournois en circulation montrait que, du fait de l'usure, le poids moyen d'un écu de 6 livres (la pièce de 1 livre en argent n'existe pas) était inférieur à 6 × 4,50 grammes d'argent et se situait à 93 % du poids théorique. À la longue, 1 livre sera égale à 1 franc (soit 20 sols = 100 centimes ou 10 décimes).

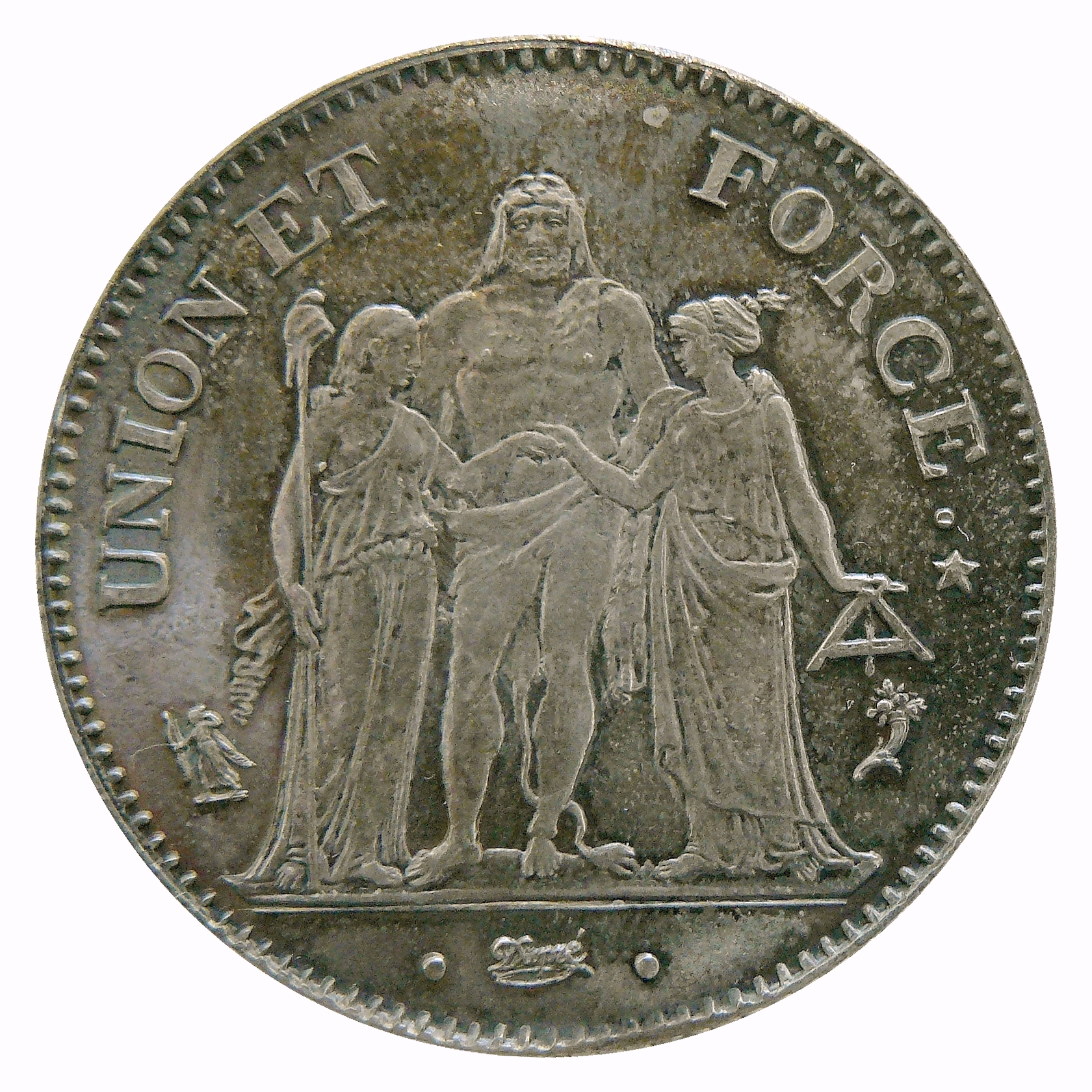
Pièce de 5 francs en argent, l'An V de la République (1796), première émission du Franc, graveur Augustin Dupré, type « Union et Force » – 37 mm, 25 g - Cabinet des médailles no BN 3905.

Cependant, la production de pièces ne suffit pas à répondre à la demande, le pays souffre d'un manque général de métaux (or, argent, mais aussi cuivre et bronze). Notamment, beaucoup d'émigrés sont sortis de France avec leurs métaux précieux, la thésaurisation limite la circulation d'espèces métalliques, la monnaie papier affiche des montants de plus en plus petits. Pour accélérer la mise en place de la nouvelle monnaie, deux mesures sont mises en place :
1. la loi du 2 fructidor an IV (19 août 1796) décide que les pièces de billon de Louis XV et des règnes antérieurs peuvent circuler pour 2 sous (10 centimes) mais en pratique le public ne les accepte que pour 1,5 sou.
2. une campagne de récupération des métaux est mise en œuvre : dons patriotiques, confiscation des biens des émigrés, fonte de la vaisselle royale, fonte de l'argenterie et de l'orfèvrerie des églises et des abbayes, 30 000 cloches sont fondues.

Enfin, à partir de 1796, les guerres vont aussi permettre de faire venir des masses de métaux de toute l'Europe (45 millions de livres en 1796).
La loi des 16-17 floréal an VII (5-6 mai 1799) renverse le principe de la primauté de la livre tournois, et impose d'évaluer les monnaies royales en francs et centimes quand bien même elles seraient énoncées en livres/sous/deniers. Elle oblige les comptabilités et stipulations à être établies en francs à dater du 1er vendémiaire an VIII (23 septembre 1799). Elle donne les valeurs relatives des monnaies de la livre tournois, fixe le paiement des engagements, rentes, provisions, etc. Elle impose que les traitements des fonctionnaires, les impôts, transactions, les actes entre les particuliers, les retraites soient exprimés en francs.

## Franc germinal

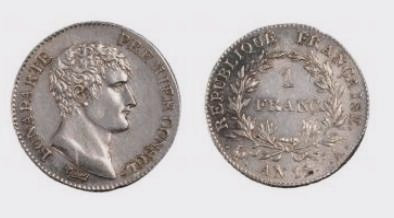
Pièce en argent de 1 franc Bonaparte Premier Consul – République française frappée en 1803 à Paris (graveur Pierre-Joseph Tiolier, poids de 5 g).

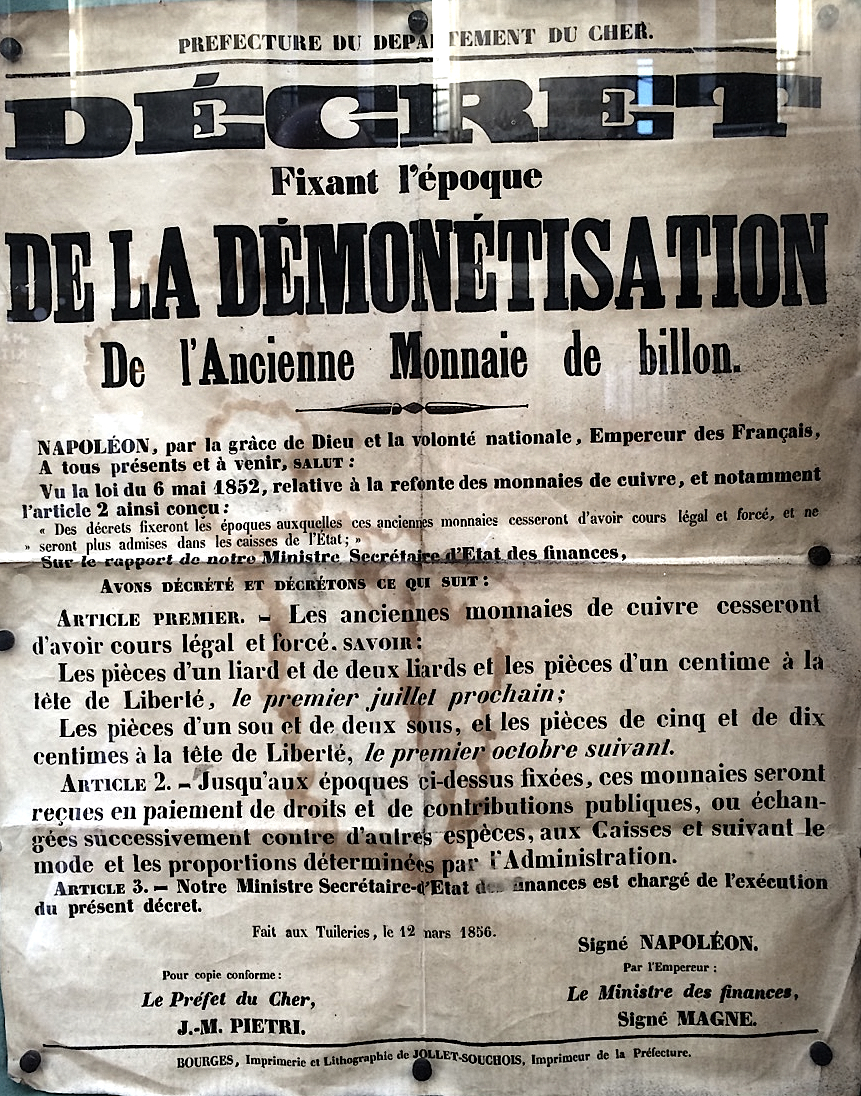
Affiche annonçant la démonétisation des vieilles pièces en cuivre et billon en mars 1856.

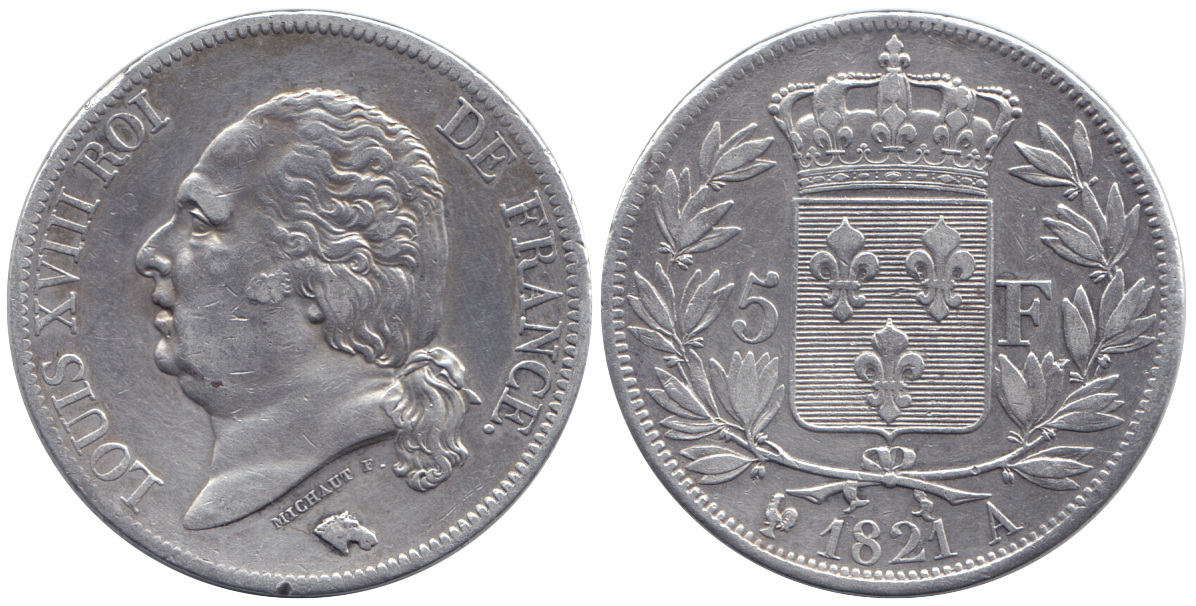
Pièce de 5 francs 1821. Restauration, Louis XVIII (graveur Auguste-François Michaud, argent, poids de 24.81 g).

En 1800, la Banque de France est créée.
La loi du 14 germinal an XI (4 avril 1803) permet aux services de l'État de reprendre au poids les monnaies rognées ou altérées. L'arrêté du 17 prairial An XI (6 juin 1803) publie un tarif de deux pages pour la reprise destinée à la refonte des monnaies d'or et d'argent de tous les pays d'Europe et de presque tous les pays d'Asie.
La loi du 17 germinal an XI (7 avril 1803) institue le bimétallisme selon un rapport d'échange entre l'or et l'argent de 1 or pour 15,5 argent (1 / 15,5) :
- 1 franc = 0,322 5 g d'or à 900 ‰, soit 0,290 25 g d'or fin
- 1 franc = 5 g d'argent à 900 ‰, soit 4,5 g d'argent fin.

L'argent revient à l'honneur : les pièces de ¼, ½, un franc, 2 francs, cinq francs, sont frappées dans ce métal. Mais sont aussi frappées pour la première fois des pièces de 20 et 40 francs en or, d'où l'appellation de « franc-or » qui s'imposera au milieu du XIXe siècle.
La Banque de France devient l'institut d'émission privilégié, avec ses succursales. Elle fait aussi fabriquer des billets de banque en franc français, qui cependant n'ont pas pouvoir libératoire obligatoire : jusqu'en 1914 un créancier peut exiger le règlement en espèces (pièces d'or ou pièces d'argent de 5 F).
Sous Napoléon Ier, la France se constitue un vaste empire en Europe, et hors d'Europe, dans lequel le franc circule largement. La Belgique, les Pays-Bas, la Suisse et le Nord de l'Italie y sont intégrés.
La loi du 6 mai 1852 décide de la démonétisation de toutes les pièces divisionnaires hors d’usage (liard, sou, pièces de 1, 5 et 10 centimes frappées avant cette date), destinées à être retirées de la circulation et remplacées par des pièces composées à 95 % de bronze, 4 % d’étain et 1 % de zinc, à savoir des pièces de 1, 2 (une nouveauté), 5 et 10 centimes arborant le buste de Napoléon III. Elle ouvre également un crédit de 7,56 millions de francs destiné à financer des opérations de retrait, de démonétisation des monnaies anciennes puis de fabrication et d’émission des nouvelles pièces ; le produit de la vente du métal permet même de dégager un bénéfice en regard des frais engagés de 3,22 millions, pour une opération s'étalant jusqu'en 1854.
Le 23 décembre 1865 est créée l'Union monétaire latine, sous forme d'une association monétaire définissant les principes d'uniformité monétaire en matière de poids, titre de métal et cours pour les monnaies de quatre pays (France, Belgique, Suisse et Italie) auxquels se joint la Grèce en octobre 1868. La baisse du titrage des pièces en argent, déjà passé de 900 ‰ à 835 ‰ par la France, est généralisé.
En 1871, le poids des pièces usuelles reste décimal, comme en 1848 ; il est le suivant :
- pièces en argent (à 835 ‰)
  - 20 centimes : 1 g
  - un franc : 5 g
  - deux francs : 10 g
- pièces en cuivre
  - 1 centime : 1 g
  - 2 centimes : 2 g
  - 5 centimes : 5 g
  - 10 centimes : 10 g

Le franc germinal ou franc-or est une monnaie très stable jusqu'en 1914, malgré les remous politiques qui érodent la confiance en la monnaie (1848, 1870-71) sans compter quelques scandales financiers ; cependant le franc accompagne le développement du pays et de sa richesse pendant 125 ans, jusqu'en 1928 et l'avènement du « franc Poincaré ».
En 1913, un lingot d'un kilogramme d'or fin à 997 ‰ s'échangeait sur la place de Paris à 3 445 F avec une prime moyenne de 0,05 % suivant les établissements.
En matière de change, la valeur relative du franc français pour l'année 1912 s’établissait comme suit :
- 1 dollar américain = 5,17
- 1 mark = 1,235
- 1 livre sterling = 25,23
- 1 couronne austro-hongroise = 1,05
- 1 000 réis portugais = 5,60
- 1 rouble = 2,666
- 1 florin néerlandais = 2,087
- 1 piastre ottomane = 7,058

## Franc Poincaré

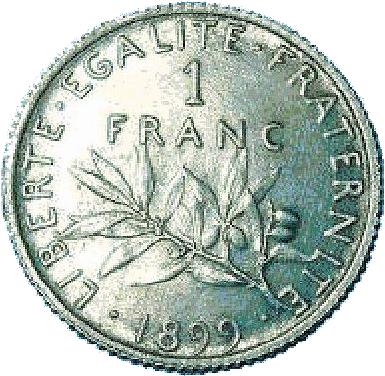
Pièce de 1 franc en argent ; la dernière sera émise en 1920 et marque la fin « symbolique » du franc germinal.

Dès août 1914, avec l'entrée en guerre, le franc français cesse d'être convertible en or : il a cours forcé. Les cours de change à taux fixe sont, durant le conflit, de moins en moins tenables et on assiste à la mise en place de changes flottants sur des marchés monétaires parallèles. D'autre part, la thésaurisation s’accélérant durant le conflit, des moyens de paiement dits de nécessité, gagés en grande partie par les Chambres de commerce et les municipalités, se font jour.

### La crise du franc
Le financement de la Première Guerre mondiale fut très lourd et pesa sur le franc, retardant le rétablissement de sa convertibilité en or. Les dépenses budgétées pour la guerre étaient évaluées à 20 milliards de francs (le budget pour 1914 est de cinq milliards) : les dépenses réelles furent de 140 milliards. Seuls 15 % étaient couverts par l'impôt (dont l'impôt sur le revenu voté en 1914 et appliqué en 1916-1917). La part des dépenses publiques dans le PIB est passée de 8,8 % en 1912 à 27,8 % en 1920. On eut d'abord recours à l'augmentation de la masse monétaire : en 1914, il y avait six milliards de francs en circulation ; en 1919 : 25,5 milliards. La Banque de France utilisa le stock d'or pour gager les premières dépenses à hauteur de 5 % à 8 % comme il était d'usage. Cependant, l'encaisse-or diminua fortement du fait des transactions interbancaires et internationales. Une autre solution pour couvrir les frais de guerre fut l'emprunt : auprès de la population française sous forme de « bons de la défense » (75 milliards à court terme, mais toujours renouvelés) et 25 milliards en emprunts à long terme. Il y eut aussi des emprunts à l'étranger : un milliard au Royaume-Uni et aux États-Unis. Tout cela entraîna une inflation importante et une baisse du franc sur le marché des changes. En avril 1920, le franc avait déjà perdu près de 70 % de sa valeur vis-à-vis du dollar par rapport à la parité d'avant-guerre.
Entre 1919 et 1928, le gouvernement français et une bonne partie de l'opinion estiment possible le retour du franc à sa valeur d'avant 1914. Cette « illusion » est en grande partie la cause du flou monétaire[réf. nécessaire] dans lequel plonge la France durant les années 1920 et retarde la dévaluation, pourtant recommandée par les experts du Trésor.
Le traité de Versailles est à l'origine de ce jugement erroné, car il prévoit dans le cadre des réparations de guerre le remboursement par l'Allemagne d'un montant de 132 milliards de mark-or, dont une bonne partie à la France.
« L’Allemagne paiera » devient un motif récurrent dans la presse, mais, en réalité, 22 milliards seront remboursés, dont 9 à la France. Par ailleurs, si l'Allemagne suspend effectivement ses remboursements au printemps 1922, elle les reprend en 1925. La France comptait sur ces réparations pour équilibrer son budget : de fait, le déficit reste important jusqu'en 1925 puis l'équilibre est atteint. Entre janvier 1924 et juin 1925, le franc se redresse même face au dollar, revenant de 25 F à 17 F.
Entre-temps, pour obtenir le paiement, Raymond Poincaré décide l'occupation de la Ruhr à partir de janvier 1923 pour aller chercher « un gage productif ». La France est alors isolée diplomatiquement et sa monnaie est fragilisée, ce qui entraîne la défaite électorale de Poincaré. Par la suite, l'inflation s'emballe comme jamais auparavant : les prix doublent entre 1925 et 1926. Mais cette inflation, qui n'a rien à voir avec l'hyperinflation que venait de connaître l'Allemagne, a un effet bénéfique sur le rétablissement des comptes publics et le rapprochement entre la valeur réelle du franc et le niveau d’endettement national. En juillet 1926, le franc connaît une nouvelle attaque sur le marché des changes : face à la livre sterling et au dollar, il ne vaut plus qu'un dixième de sa valeur d'avant-guerre.

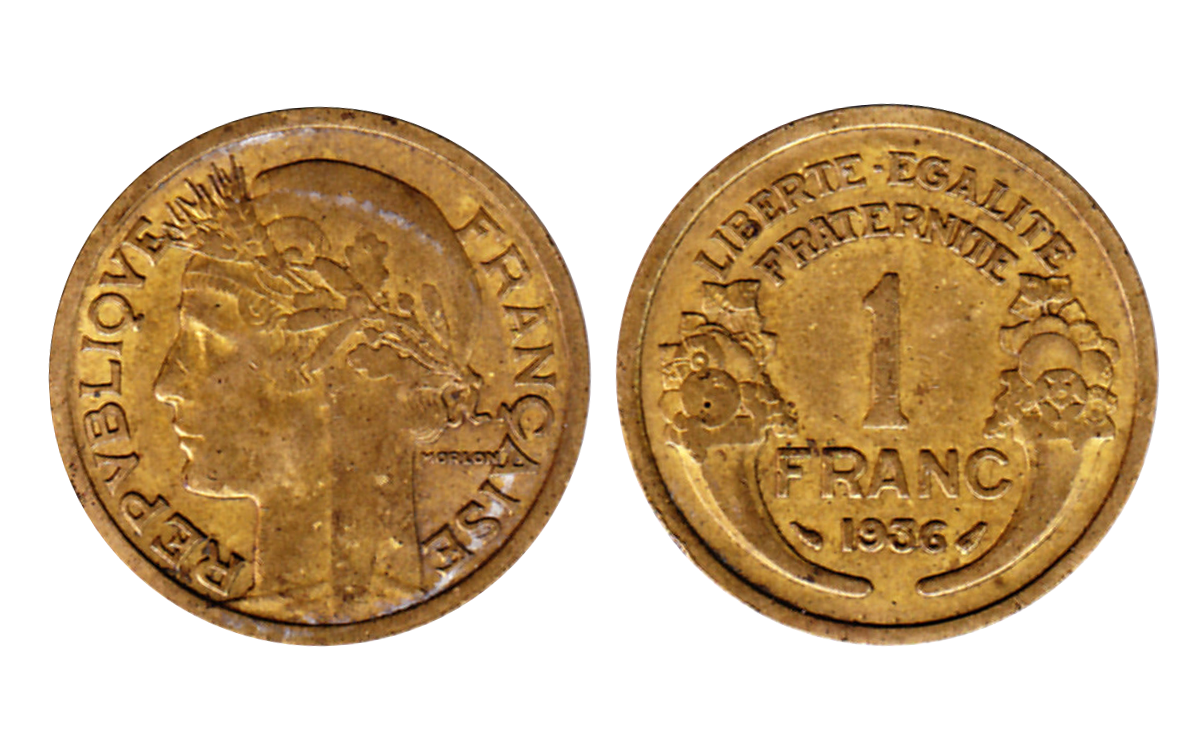
Pièce de 1 franc en bronze-aluminium type Morlon (1936), issue de la réforme Poincaré de 1928.

### Le sauvetage du franc
Le 23 juillet 1926, Poincaré est rappelé : il est à la fois président du Conseil et ministre des Finances. Se constitue un comité des experts, dirigé par Raymond Philippe, à la tête de la banque Lazard et qui, en tant que « […] premier associé nommé en dehors de la famille, responsable de la maison de Londres, […] joua un rôle essentiel dans le sauvetage du franc en 1926. En effet, après plusieurs tentatives infructueuses qui lui ont fait perdre beaucoup d'argent, se heurtant à l'opposition de la Banque de France et des Rothschild, la banque Lazard parvient à faire accepter son plan par Raymond Poincaré : gager l'or de l'institut d'émission pour emprunter des dollars afin de racheter du franc. En quelques jours, notre monnaie s'apprécie par rapport à la livre. ». Par ailleurs, il est décidé la création de caisses d'amortissement chargées de la gestion de la dette de l'État, financées par des taxes sur le tabac et des loteries. Le franc se redresse et revient en décembre 1926 à 122 francs pour 1 livre sterling. Le gouvernement et la Banque de France visent alors la stabilisation de la monnaie à 120 francs pour 1 livre et restaurer ainsi la convertibilité en or. Peu avant la victoire d'un gouvernement d'union nationale dirigé par Poincaré en novembre 1928, le 25 juin, on fait le choix de la dévaluation. Le franc Poincaré est alors mis en place : il vaut 1/5e du franc germinal et représente 58,95 milligrammes d'or fin. Cette dévaluation met fin à l'illusion d'un retour au franc de la Belle Époque.
Une nouvelle gamme de pièces de monnaie est alors frappée, des pièces en argent de 10 et 20 francs font leur apparition en 1929.
En matière de change, la valeur moyenne du franc français pour l'année 1929 s’établit comme suit :
1 livre sterling = 125,00
1 dollar américain = 25,00
1 reichsmark = 6,05
1 franc suisse = 5,00
1 lire italienne = 1,39
1 franc belge = 0,857

### Grande Dépressionetannées 1930
Le franc connaît par la suite de nouvelles attaques sur le marché (1931, 1934) puis en 1936 et 1938, le gouvernement du Front populaire décide deux dévaluations progressives de 35 et 25 % pour, entre-temps, abandonner en octobre 1936, la convertibilité en or. À la veille de la guerre, le franc Poincaré avait perdu 75 % de sa valeur depuis 1928.

## Seconde Guerre mondiale
En septembre 1939, Paul Reynaud met en place l'Office des Changes, afin d'éviter une fuite des devises ; en octobre, les pièces en argent et en nickel — métal stratégique — sont démonétisées, et les billets de 5, 10 et 20 francs sont réintroduits, comme en 1914.

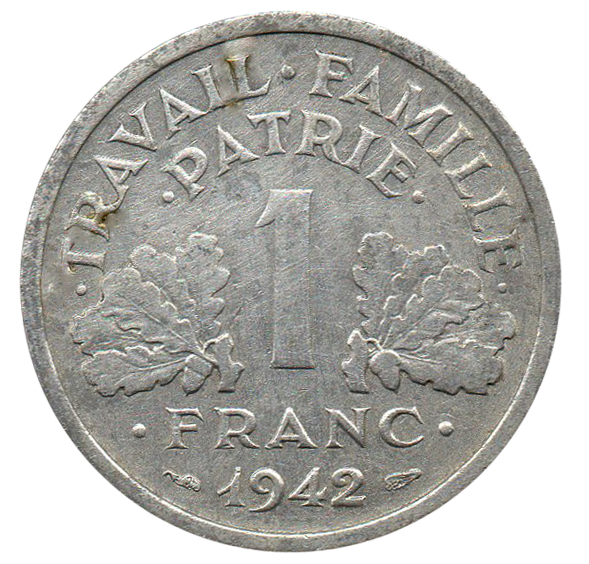
1 franc de 1942 en aluminium.

Pendant l'occupation allemande, les billets destinés aux armées et des pièces allemandes circulent sur le sol français. En effet, peu avant l'armistice, le gouvernement allemand décide par l'arrêté du 18 mai 1940 d'imposer via les Reichskreditkassen (Caisses de crédits), la libre circulation d'un reichsmark destiné aux troupes de la Wehrmacht sur le territoire français occupé. Par ailleurs, le 17 mai 1940, l'Allemagne impose un taux de convertibilité entre le franc et le reichsmark de 20 contre 1, alors qu'il était de 11 contre 1 en 1939. Il est décidé en outre que dans les régions du Nord-Pas de Calais, le franc belge peut circuler librement. En mars 1941, le franc est démonétisé en Alsace-Lorraine et remplacé par le reichsmark.
Sous le régime de l’État français de juillet 1940 à août 1944, les monnaies sont changées : la devise de la République française « Liberté, Égalité, Fraternité » est remplacée par « Travail, Famille, Patrie » et la francisque de Vichy remplaça les emblèmes précédents, et seuls l'aluminium, le zinc, puis le fer (1944) furent utilisés pour les pièces. Les pièces des Reichskreditkassen sont démonétisées le 30 avril 1941, et les pièces allemandes définitivement le 15 mars 1943 : Vichy retrouve ainsi une souveraineté apparente en matière d'émission monétaire, en réalité sous contrôle allemand. Dans ces conditions, tickets de rationnement, troc et monnaies de nécessité font leur apparition : par exemple, un litre d'essence s'échangeait contre 200 g de cuivre, un cube de bouillon contre 50 centimes ou un ticket de métro, etc., le tout pesant sur la circulation et la valeur du franc. Entre septembre 1939 et août 1944, les prix sont multipliés par 2,76. Sur les marchés noirs français, on voit le dollar atteindre 288 F et la livre sterling 785 F en août 1944.
En 1943, le Comité français de Libération nationale (CFLN) établi à Alger réfléchit à une réforme monétaire à mettre en œuvre dès le débarquement en métropole. Son objectif devait être double : d’abord, éviter que l’ancien occupant puisse perturber l’économie nationale par le biais de coupures qui lui seraient restées entre les mains ; ensuite, assainir la situation monétaire rendue potentiellement explosive par la masse de billets thésaurisée faute de biens à acquérir : « c’est l’époque où l’on parle moins de l’or dans les bas de laine que des billets dans les lessiveuses ».
À la Libération les Américains, avec l’AMGOT, tentent d’imposer le « billet drapeau » (« US Occupation franc »). Mais le général de Gaulle, président du Gouvernement provisoire de la République française (GPRF), s’y oppose et fait retirer cette monnaie de la circulation à partir du 27 juin 1944, la considérant comme de la « contrefaçon ».
Cependant, dès octobre 1943 en Corse libérée, des billets du Trésor fabriqués à Londres et libellés en franc circulent. Ils seront également mis en circulation à partir de juin 1944 depuis la Normandie.

## IVeRépublique

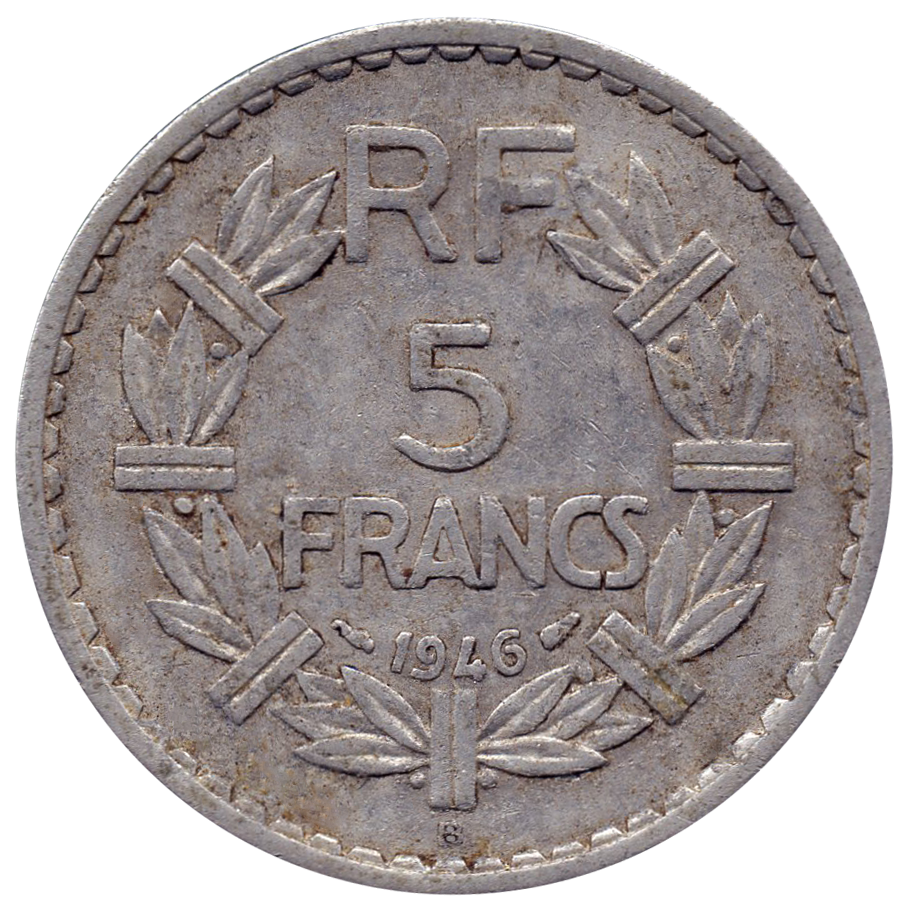
Pièce de 5 francs en aluminium émise peu après la Libération.

Du 4 au 15 juin 1945, le Gouvernement provisoire décide, sur les recommandations de René Pleven, ministre des Finances, d'échanger tous les billets d'un montant supérieur à 50 francs émis par le régime de Vichy contre de nouvelles coupures, à raison de 1 franc contre 1 franc, ce qui provoque la démission du ministre de l'Économie nationale, Pierre Mendès France, qui préconisait un échange à raison de 2 francs contre 1 franc, assorti d'un blocage des avoirs en banque, d'un blocage des prix et des salaires et de la création d'un impôt sur le capital, afin de rétablir les équilibres financiers. De nouvelles pièces de monnaie sont aussi frappées.
Le 26 décembre 1945, la France ratifie les accords de Bretton Woods : la convertibilité en or est suspendue pour toutes les monnaies sauf pour le dollar américain, qui devient la monnaie de référence dans le cadre du Fonds monétaire international (FMI) et du Gold Exchange Standard. Toutes les monnaies du nouveau système monétaire international sont définies en dollar et seul le dollar est défini en or sur la base de 35 dollars par once d'or fin. Le jour même, le franc est dévalué de 60 %. Le dollar s'établit à 119,10 F, soit pour un franc l'équivalent de 7,46 mg d’or fin.
Le 25 janvier 1948, le franc est de nouveau dévalué de 44,40 % par le gouvernement de Robert Schuman, cette mesure accompagnant le plan d'assainissement financier proposé par le ministre des Finances, René Mayer, l'inflation ayant atteint 63 % en 1946 et 60 % en 1947. Le cours du dollar grimpe de 119 à 214 francs. En 1949, le rationnement prend fin : suppression des tickets de rationnement sur le pain le 1er février, des derniers tickets — sur le sucre, l'essence et le café — le 1er décembre. Le 20 septembre 1949, le franc est dévalué de 22,27 % par le gouvernement d'Henri Queuille et le dollar américain dépasse les 300 F. Il aura donc fallu près de quatre ans au gouvernement pour réformer le franc depuis les réformes amorcées en juin 1945. En effet, il est devenu transférable à l'étranger grâce aux accords de paiement intraeuropéens signés en 1947, 1948 et 1949 dans le cadre de l'OECE, et la nouvelle dévaluation ainsi que la réduction de l'inflation jusqu'en 1956 — malgré la surchauffe inflationniste temporaire de juin 1950 au début de l'année 1952 — permettent de maintenir pendant huit ans la parité du franc. Étonnamment, à partir de 1950, le franc français fait de nouveau figure de monnaie de réserve : en réalité, la livre sterling s'est affaiblie, le plan Marshall et un afflux de devises touristiques donnent à l'économie monétaire un regain de vitalité.
En matière de change, la valeur moyenne du franc français pour l'année 1950 s’établit comme suit :
1 dollar américain = 350
1 franc suisse = 80,50
1 livre sterling = 980
1 Deutsche Mark = 83,30
1 franc belge = 7
1 lire italienne = 0,56
Cependant, la poussée inflationniste de 1956-1957 et la crise de trésorerie de l'État consécutive à l'accroissement du déficit budgétaire conduisent Félix Gaillard, alors ministre des Finances, à effectuer une pseudo-dévaluation (ou dévaluation déguisée) de 20 % le 10 août 1957. Le cours du dollar passe de 350 à 420 francs. Elle est légalisée le 23 juin 1958 par Antoine Pinay, ministre des Finances du dernier gouvernement de la IVe République, celui de Charles de Gaulle.

## Nouveau franc

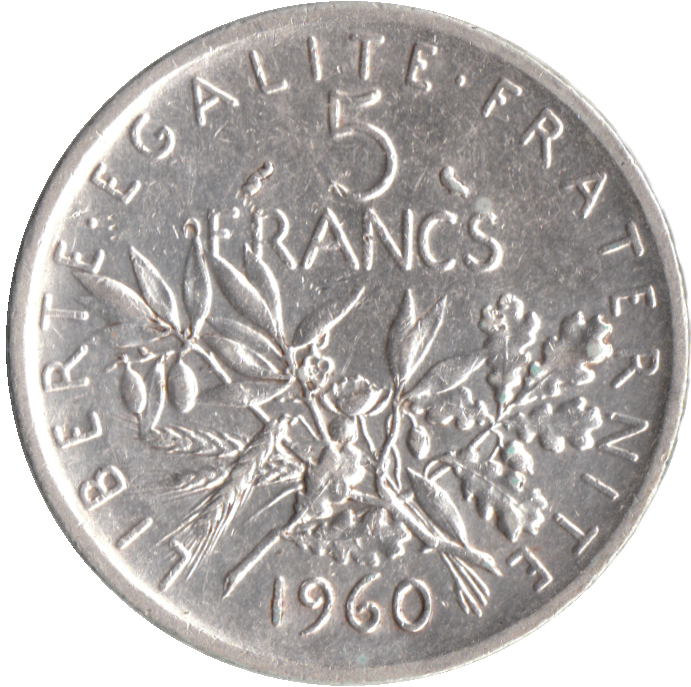
Pièce de 5 « nouveaux francs » 1960 en argent pesant 12 g à 835 ‰ soit 10,02 g d'argent pur, frappée jusqu’en 1969.

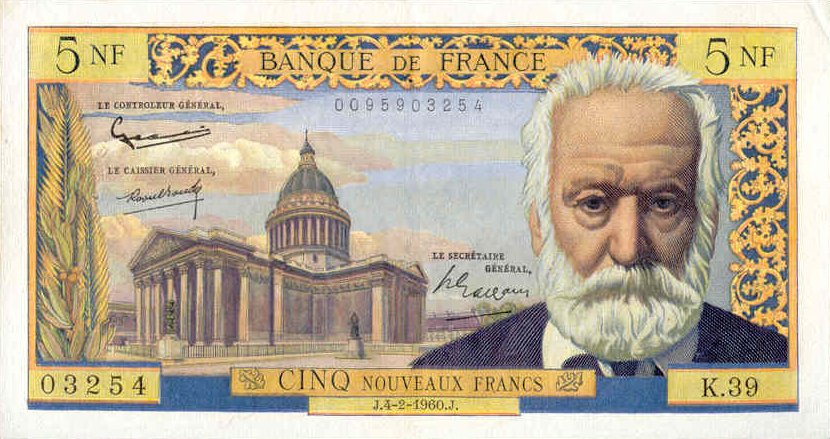
Billet de 5 nouveaux francs Victor Hugo émis à partir du 4 janvier 1960.

Revenu au pouvoir le 1er juin 1958, le général de Gaulle décide de réformer la structure économique et constitutionnelle du pays, et confie à Antoine Pinay et à Jacques Rueff la mission de créer un « franc lourd ». La convertibilité externe de la monnaie est rétablie. En parallèle, une nouvelle dévaluation de 17,5 % du franc est décidée, la septième depuis la Libération, qui fait que le franc, par rapport au dollar américain, équivaut à 1,8 milligramme d'or — ce qui correspond à un dollar s'échangeant pour un peu plus de 400 francs. Le 27 décembre 1958 voit l'adoption du plan Pinay-Rueff qui vise la création du nouveau franc,. Appelé nouveau franc, il équivaut à 100 « anciens francs » ; ainsi un produit à 519 (anciens) francs coûtera désormais 5,19 (nouveaux) francs, ou 5 francs et 19 centimes (division par 100). Le nouveau franc fut parfois appelé franc Pinay et, plus rarement, franc de Gaulle. L'abréviation en était « NF » et figurait sur tous les titres de paiement. Le 1er janvier 1960 sont mis en circulation les nouvelles pièces et billets.
Avec cette réforme, de Gaulle et Pinay restauraient un franc de prestige, équivalant à 180 mg d'or fin, soit 62 % du franc germinal. L'effet est sensible en matière de change, où la valeur moyenne du franc français pour l'année 1963 montre un retour à des cotations peu ou prou similaires à celles de 1913 ; les cours s’établissaient comme suit :
1 dollar américain = 4,92
1 Deutsche Mark = 1,236
1 livre sterling = 13,85
1 franc suisse = 1,141
1 florin néerlandais (gulden) = 1,367
En 1963, le nouveau franc est de nouveau appelé « franc ».

### Le franc de 1963 à 2002

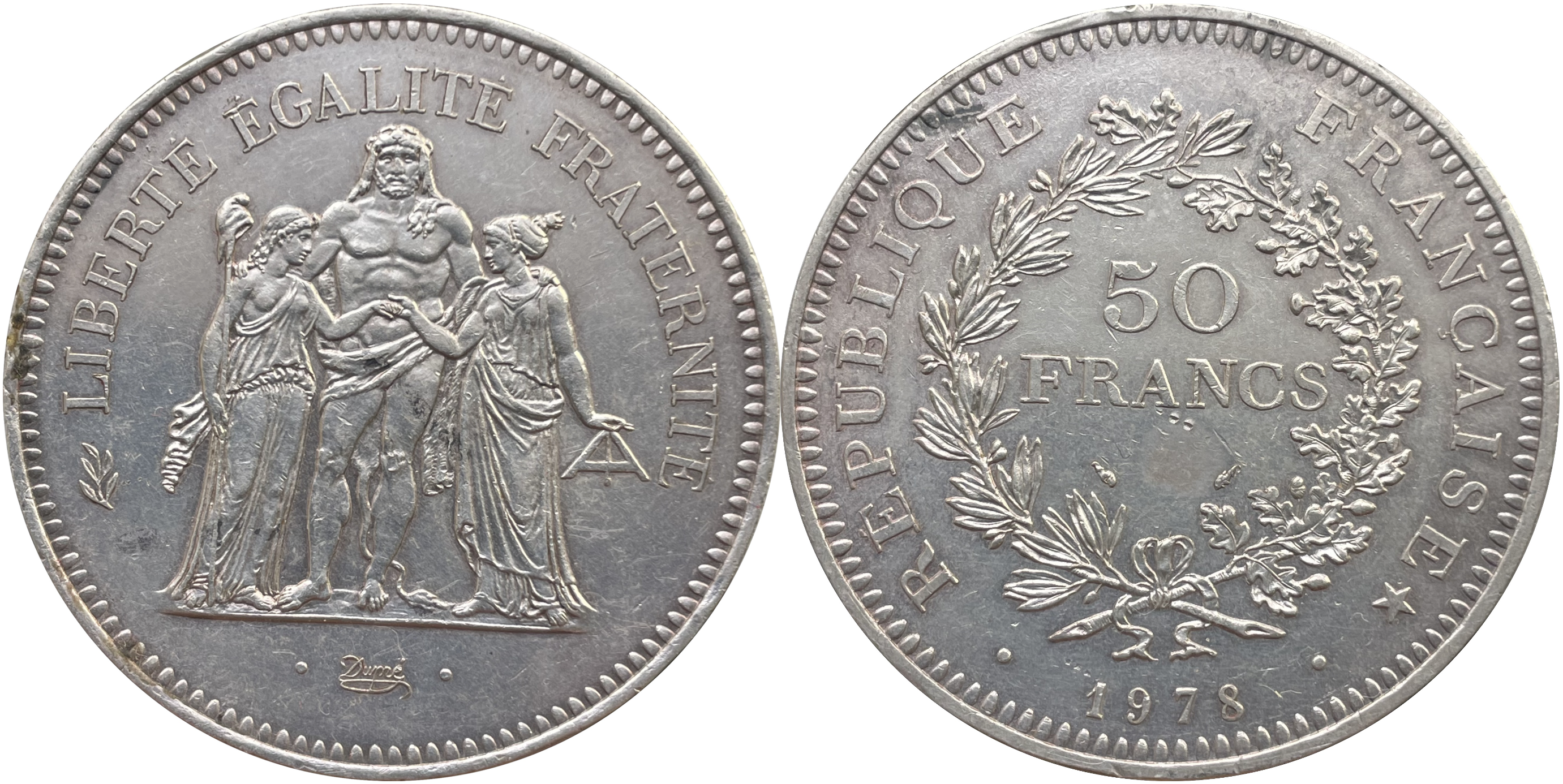
La 50 francs type Hercule (avers et revers) émise entre 1974 et 1980, pèse 30 g à 900 ‰ : c'est la plus grosse pièce en argent jamais émise en France. Du fait des chocs pétroliers, elle fut largement thésaurisée.

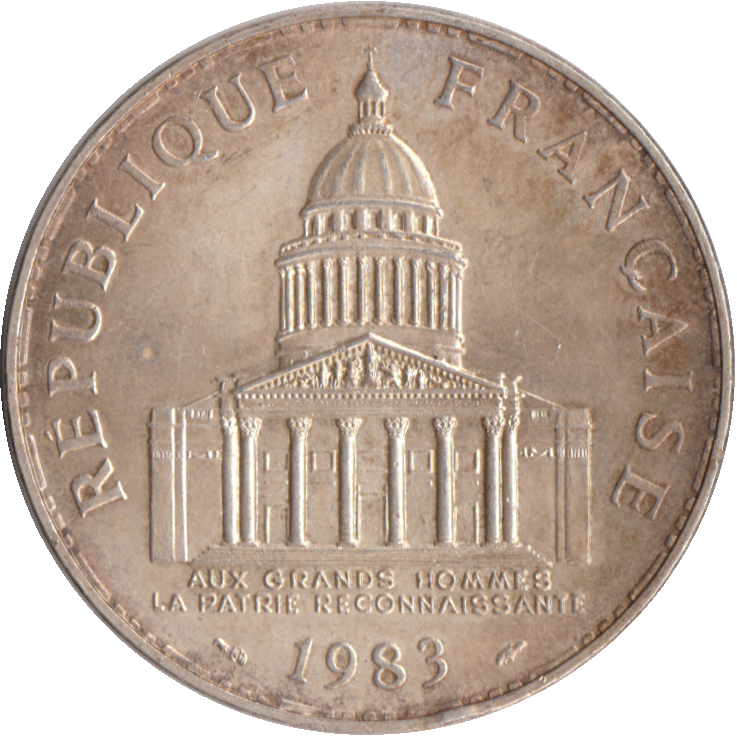
La 100 francs type Panthéon (avers), frappée entre 1982 et 2001, 15 g à 900 ‰, circula plus facilement, et fut la dernière pièce d'argent courante émise en franc.

Entre 1963 et 1969, le franc connaît une période de relative stabilité. En 1967, un début de surchauffe économique inquiète les autorités monétaires : on relève une légère augmentation de l'inflation, due notamment à la hausse du coût des matières premières et des métaux précieux. Les événements du printemps 1968 ne laissent pas le franc indemne : les capitaux s'évadent pendant les grèves et, à la suite des accords de Grenelle, le niveau des salaires et celui des prix augmentent (spirale inflationniste salaires-prix), les importations aussi, alors que les exportations diminuent, tandis que le déficit budgétaire et les facilités de crédit accordées aux entreprises alimentent la création monétaire. Aussi, le 8 août 1969, le franc est dévalué de 11,1 % (sa valeur est réduite de 180 mg d'or fin à 160 mg). Cette dévaluation améliore la compétitivité-prix des produits français à l'exportation, dans un contexte de forte croissance industrielle. En revanche, le Deutsche Mark ayant été réévalué en novembre 1969, des montants compensatoires monétaires (MCM) sont instaurés pour maintenir l'unicité des prix des produits agricoles à l'exportation dans le cadre de la politique agricole commune, si bien que les agriculteurs français, taxés, ne tirent pas le bénéfice de la dévaluation du franc de 1969. Mais, globalement, la balance commerciale de la France est excédentaire de 1970 à 1973. En 1970, à l'instar de la plupart des pays occidentaux, la France abandonne l'émission de pièces en argent de 5 francs pour la remplacer par un alliage en cuivre-nickel.
Le 15 août 1971, Richard Nixon, président des États-Unis, suspend la convertibilité du dollar en or (« Nixon Shock (en) »). À l'issue des accords de Washington du 18 décembre 1971 (« The Smithsonian Agreement ») ratifié par 10 États dont la France, les marges de fluctuation des monnaies par rapport au dollar au sein du SMI sont portées à ± 2,25 % (c'est le « tunnel » monétaire) et le dollar est dévalué de 10 %. Le 10 avril 1972, le Serpent monétaire européen est créé par les accords de Bâle afin de limiter les variations de change entre les monnaies des pays de la CEE : toutes les monnaies des pays signataires sont autorisées à varier les unes par rapport aux autres à la hausse comme à la baisse dans les limites de 2,25 %, ces variations ne pouvant s'effectuer, jusqu'à la dévaluation du dollar de 1973, qu'au sein du « tunnel » instauré à Washington en décembre 1971. Le Serpent monétaire européen préfigure le futur système monétaire européen (SME).
Le premier choc pétrolier, en octobre 1973, a un impact négatif sur le franc : l'inflation passe à deux chiffres, tandis que le cours du Deutsche Mark s'envole : entre 1969 et 1979, il gagne près de 34 % par rapport au franc. Le gouvernement laisse le franc flotter à la baisse (il sort du serpent monétaire européen le 19 janvier 1974 et ne le réintègre que le 10 juillet 1975), puis quitte le « serpent » le 15 mars 1976. En janvier 1976 sont signés les accords de la Jamaïque qui mettent définitivement un terme au régime de change fixe et qui démonétisent l'or. Après l'échec du serpent, le président de la République française, Valéry Giscard d'Estaing, et le chancelier de la République fédérale d'Allemagne, Helmut Schmidt, sont à l'origine du Système monétaire européen, qui entre en vigueur le 13 mars 1979 et qu'intègre le franc. Comme le « serpent », il établit une marge de fluctuation des monnaies participantes de ± 2,25 % entre un cours plafond et un cours plancher de part et d'autre d'un cours pivot. L'ECU, panier de devises formant une unité de compte utilisable pour les règlements entre les autorités monétaires de la CEE, est créé à cette occasion, préfiguration de la future monnaie européenne. Le poids du franc dans l'ECU est alors de 19,8 %.
Au début des années 1980, le franc connaît trois dévaluations dans le cadre du SME : en octobre 1981 de 3 % ; en juin 1982 de 5,75 % ; puis en mars 1983 de 2,25 %. En janvier 1983, le cours du dollar américain, dopé par des taux d'intérêt à deux chiffres, dépasse pendant quelques jours les 10 francs. Ces dévaluations du franc reflètent, d'une part le haut niveau d'inflation en France, qui contraste avec celui constaté en RFA, d'autre part les sorties de capitaux que provoque l'avènement d'un gouvernement d'Union de la gauche, enfin la perte de compétitivité des secteurs de l'économie française exposés à la concurrence internationale (qui se traduit par l'accroissement du déficit de la balance commerciale). En mars 1983, la décision du gouvernement de Pierre Mauroy de maintenir le franc dans le SME et de donner la priorité à la lutte contre l'inflation incarne le « tournant de la rigueur » et se manifeste à travers la politique de désinflation compétitive de Pierre Bérégovoy. Globalement, le franc se stabilise sur les marchés des changes, même s'il est de nouveau dévalué de 3 % le 6 avril 1986, sous le gouvernement de Jacques Chirac, tandis que le Deutsche Mark et le florin néerlandais sont réévalués par rapport au franc le 11 janvier 1987.
Entre le mois de septembre 1992 et celui d'août 1993, le SME subit une grave crise de change, dans un contexte de récession et de réunification allemande, qui pousse la lire, la livre sterling, puis la peseta et l'escudo à quitter le mécanisme de change européen en étant fortement dévalués, tandis que le franc est réévalué de 3,5 % le 13 septembre 1992. Le franc résiste aux attaques spéculatives dont il est l'objet. Les marges de fluctuation des monnaies européennes au sein du SME sont portées à ± 15 % le 1er août 1993.
Sur le marché des changes, le franc s'échangeait en 1995 aux cours suivants :
1 dollar américain = 5,15
1 deutsche Mark = 3,38
1 livre sterling = 7,88
1 franc suisse = 4,08
1 florin néerlandais (gulden) = 3,03

### Passage à l'euro
Le sort du franc est scellé par la ratification du traité de Maastricht en 1992, prévoyant une monnaie commune gérée par la Banque centrale européenne. À partir du 1er janvier 1999 le franc est remplacé par l'euro dans le cadre des transactions bancaires (finance, cartes bancaires et chéquiers). Le taux de conversion est fixé à : 6,559 57 FRF = 1 euro,.
Le 1er janvier 2002, les pièces et billets libellés en franc sont remplacés par leurs équivalents en euro. Le franc français cesse totalement d’être une unité de compte avant que son cours légal soit suspendu le 17 février 2002.
La possibilité d'échange à la Banque de France est suspendue pour les pièces le 17 février 2005 et pour les billets, le 17 février 2012. En trois ans, le ministère des Finances a ainsi récolté quelque 30 000 tonnes de pièces revendues pour être fondues ce qui a rapporté 200 millions d'euros.
Au contraire de certains pays comme l'Allemagne, qui autorise sans limitation de durée les échanges des anciens billets et pièces, la France ne reprend plus les pièces et billets de son ancienne devise. La Banque de France estime que près de 3,9 milliards de francs ne seraient pas revenus dans ses caisses, soit 600 millions d'euros.

## Billets de banque
| recto | verso | valeur     | image                    |
| ----- | ----- | ---------- | ------------------------ |
|       |       | 50 francs  | Antoine de Saint-Exupéry |
|       |       | 100 francs | Paul Cézanne             |
|       |       | 200 francs | Gustave Eiffel           |
|       |       | 500 francs | Pierre et Marie Curie    |

## Surnoms et termes populaires

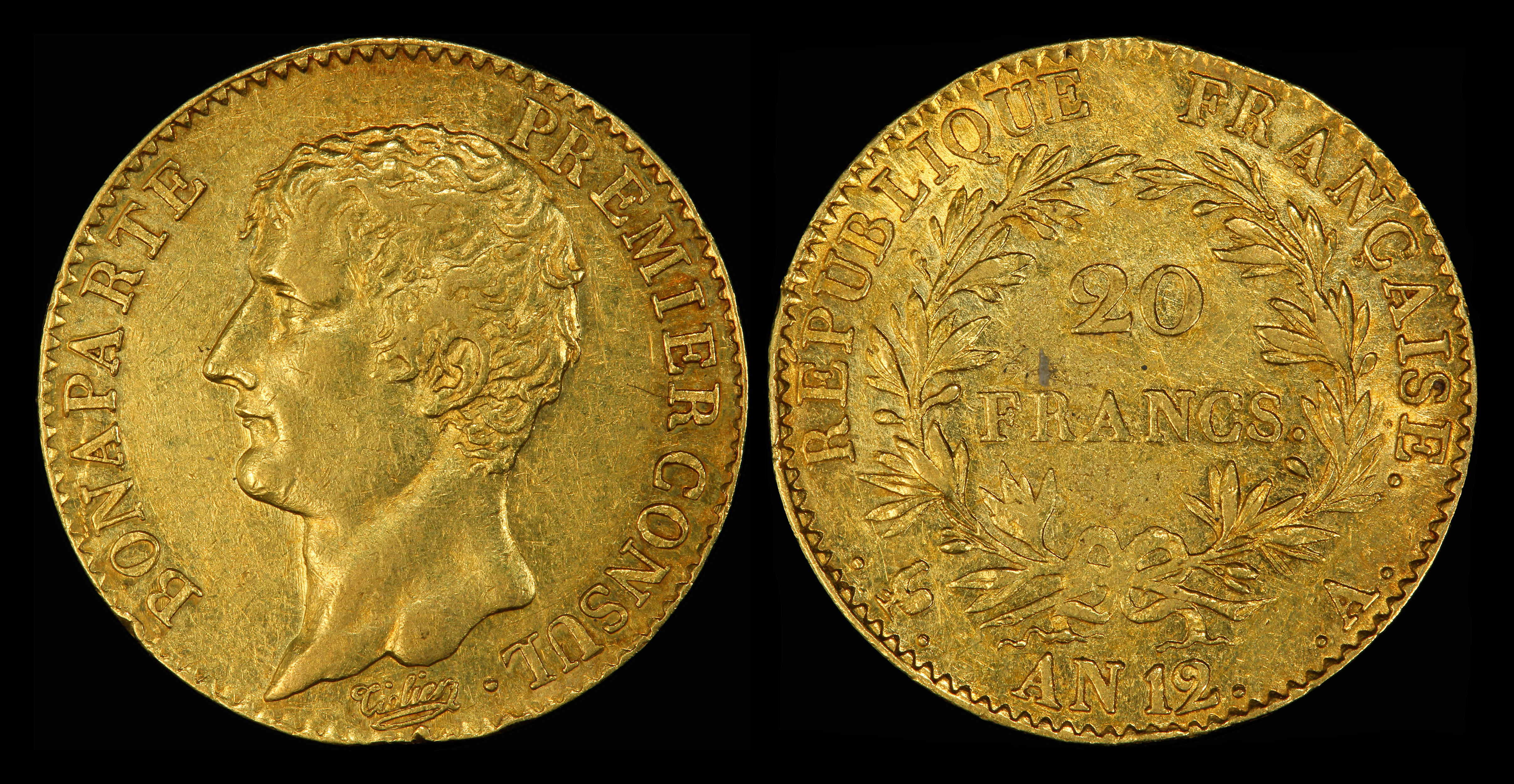
Franc de Napoléon en 1803.

### Sou et franc
Jusqu'au début du XXe siècle, la pièce de cinq francs était encore couramment appelée « pièce de cent sous » conformément à son équivalence avec la livre tournois de l'Ancien Régime. En effet, la pièce de 5 centimes frappée dès l'an 5 (1796) (10 grammes, 28 mm), était proche en poids et mesure avec le dernier sol (sou) frappé en 1794 : par convention et en arrondissant, fut établie une égalité entre 1 sol (12 deniers) et 5 centimes. Les autres unités étaient plus compliquées à convertir et ne se retrouvaient pas dans le nouveau système, le liard de 3 deniers étant à 1,25 centimes, l'ancien écu de 6 livres à 5,92 F ou le louis d'or de 24 livres à 23,68 F. La population était tellement attachée au module de 1 sol qu'une première tentative à partir d'août 1795 fut lancée, avec la frappe d'une pièce de 5 g en bronze d'une valeur de 5 centimes mais qui échoua ; elle fut retirée précipitamment, remplacée par un module de 10 g, frappé à plus de 180 millions d'exemplaires entre 1796 et 1801. Dans la littérature, également jusqu'au début du XXe siècle, sont employées des expressions comme « 10 sous » pour 50 centimes, ou « 20 sous » pour 1 franc. Le prix du ticket du métropolitain à Paris en 1900 était de 15 centimes, et certains l'évaluaient à « 3 sous ».

### Le «napoléon»
La pièce de 20 francs en or est surnommée « napoléon » peu après son introduction en l'an XI (1802-1803). Curieusement, elle conserve encore ce surnom dans sa cotation en bourse au XXIe siècle. Il est devenu rare que cette pièce soit appelée « louis d'or ». Sur le plan numismatique, le module de 20 francs en or n'a en réalité connu que quatre types napoléoniens (Bonaparte premier consul et Napoléon Empereur, Louis-Napoléon prince-président et Napoléon III), soit à peine 35 années d'émissions « napoléoniennes » en tout sur 113 années de frappes traversées par d'autres régimes et types ; par ailleurs, aucune pièce d'or française ne fut réellement émise pour une circulation effective après 1914 (la 100 francs ne sortit pas des réserves), mais la Banque de France fit refrapper par la Monnaie de Paris le type Napoléon III lauré et le type Coq Marianne dans un but stratégique (pour peser sur le cours de l'or) et comme valeur de placement.

### Termes familiers
Le nouveau franc fut souvent évoqué sous le surnom de « cent balles » (cent anciens francs). À la longue, le terme balle évolua lui aussi vers le nouveau franc lui-même ; ainsi « 100 balles » devint le billet de cent francs (nouveaux) ; ce dernier avait été connu comme « dix sacs » (1 sac = 1 000 anciens francs). Un million d'anciens francs était « une brique », une « patate » ou « un bâton ». Dans les années 1980 et 1990, les termes « kF » (un kilofranc, soit mille francs) et « MF » (un mégafranc, soit un million de francs) s'imposèrent dans le monde de la finance et du management.

## Monnaie de réserve et devises liées

### Monnaie de réserve
Avant le passage à la monnaie commune, le franc français était l'une des monnaies de réserve utilisées par les banques centrales étrangères pour constituer des réserves de change : on remarque qu'entre 1970 et 1999, le pourcentage lié au franc reste relativement stable, quand celui du deutschemark profite en apparence d'un désengagement vis-à-vis du dollar américain et de la livre sterling.
| | 1970   | 1972   | 1976   | 1980   | 1982   | 1983   | 1984   | 1995   | 1996   | 1997   | 1998   | 1999   | 2000   | 2001   | 2002   | 2003   | 2004   | 2005   | 2006   | 2007   | 2008   | 2009   | 2010   | 2011   |
| --- | ------ | ------ | ------ | ------ | ------ | ------ | ------ | ------ | ------ | ------ | ------ | ------ | ------ | ------ | ------ | ------ | ------ | ------ | ------ | ------ | ------ | ------ | ------ | ------ |
| USD | 77,2 % | 78,6 % | 76,6 % | 67,2 % | 68,4 % | 68,5 % | 65,8 % | 59,0 % | 62,1 % | 65,2 % | 69,3 % | 70,9 % | 70,5 % | 70,7 % | 66,5 % | 65,8 % | 65,9 % | 66,4 % | 65,5 % | 64,1 % | 64,1 % | 62,1 % | 61,8 % | 62,2 % |
| EUR | –      | –      | –      | –      | –      | –      | –      | –      | –      | –      | –      | 17,9 % | 18,8 % | 19,8 % | 24,2 % | 25,3 % | 24,9 % | 24,3 % | 25,1 % | 26,3 % | 26,4 % | 27,6 % | 26,0 % | 25,0 % |
| DEM | 1,9 %  | 4,6 %  | 8,8 %  | 14,8 % | 12,4 % | 11,2 % | 12,1 % | 15,8 % | 14,7 % | 14,5 % | 13,8 % | –      | –      | –      | –      | –      | –      | –      | –      | –      | –      | –      | –      | –      |
| GBP | 10,4 % | 7,1 %  | 1,9 %  | 2,9 %  | 2,4 %  | 2,6 %  | 2,8 %  | 2,1 %  | 2,7 %  | 2,6 %  | 2,7 %  | 2,9 %  | 2,8 %  | 2,7 %  | 2,9 %  | 2,6 %  | 3,3 %  | 3,6 %  | 4,4 %  | 4,7 %  | 4,0 %  | 4,3 %  | 3,9 %  | 3,8 %  |
| JPY | –      | 0,1 %  | 2,1 %  | 4,3 %  | 4,6 %  | 4,7 %  | 5,4 %  | 6,8 %  | 6,7 %  | 5,8 %  | 6,2 %  | 6,4 %  | 6,3 %  | 5,2 %  | 4,5 %  | 4,1 %  | 3,9 %  | 3,7 %  | 3,1 %  | 2,9 %  | 3,1 %  | 2,9 %  | 3,7 %  | 3,5 %  |
| FRF | 1,1 %  | 0,9 %  | 1,6 %  | 1,7 %  | 1,3 %  | 1,1 %  | 1,0 %  | 2,4 %  | 1,8 %  | 1,4 %  | 1,6 %  | –      | –      | –      | –      | –      | –      | –      | –      | –      | –      | –      | –      | –      |
| CHF | 0,7 %  | 1,0 %  | 2,2 %  | 3,2 %  | 2,7 %  | 2,3 %  | 2,0 %  | 0,3 %  | 0,2 %  | 0,4 %  | 0,3 %  | 0,2 %  | 0,3 %  | 0,3 %  | 0,4 %  | 0,2 %  | 0,2 %  | 0,1 %  | 0,2 %  | 0,2 %  | 0,1 %  | 0,1 %  | 0,1 %  | 0,1 %  |
| Autres | 8,7 %  | 7,7 %  | 6,8 %  | 5,9 %  | 8,2 %  | 9,6 %  | 10,9 % | 13,6 % | 11,7 % | 10,2 % | 6,1 %  | 1,6 %  | 1,4 %  | 1,2 %  | 1,4 %  | 1,9 %  | 1,8 %  | 1,9 %  | 1,8 %  | 1,8 %  | 2,2 %  | 3,1 %  | 4,4 %  | 5,3 %  |
| Sources : 1970–1984 : BRI (Banque des réglements internationaux) : (en) The evolution of reserve currency diversification, December 1986 1995–2010 : FMI (Fonds monétaire international) : (en) Currency Composition of Official Foreign Exchange Reserves 1999–2005 : BCE (Banque centrale européenne) : (en) The Accumulation of Foreign Reserves, Occasional Paper Series, Nr. 43 |        |        |        |        |        |        |        |        |        |        |        |        |        |        |        |        |        |        |        |        |        |        |        |        |

### Devises liées
Plusieurs monnaies étaient liées au franc français via des accords économiques et un taux de change fixe :
- le franc Pacifique (XPF) qui est une monnaie ayant cours dans les collectivités d’outre-mer de l’océan Pacifique (Nouvelle-Calédonie, Polynésie française et Wallis-et-Futuna). Il était lié au franc français avec un taux de change fixe de 5,50 FRF pour 100 XPF[49].
- les francs CFA de la BCEAO (XOF) et de la BEAC (XAF) qui étaient alors liés au franc français avec un taux de change garanti de 100 XAF ou 100 XOF pour 1 FRF[50],[51].
- le franc comorien (KMF) qui était lié au franc français avec un taux de change garanti de 75 KMF pour un 1 FRF[51].